# Rumen Pawlow

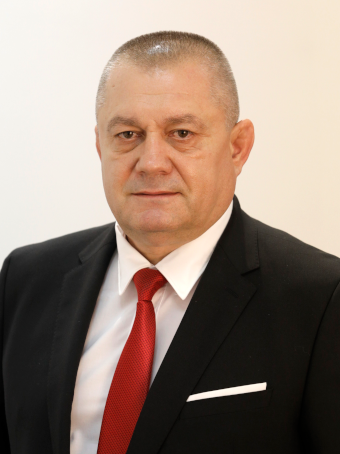
Rumen Pawlow

Rumen Pawlow (* 21. August 1964 in Sliwen) ist ein ehemaliger bulgarischer Ringer. Er war 1990 Europameister und Vize-Weltmeister im freien Stil im Bantamgewicht.

## Werdegang
Rumen Pawlow begann als Jugendlicher bei Spartak Warna mit dem Ringen. Im Laufe seiner Karriere ging er auch noch für Etyr Veliko Tarnovo und für Slavia Liteks Sofia an den Start. Der Trainer, der ihn hauptsächlich betreute, war Alexander Petkow. Rumen Pawlow rang ausschließlich im freien Stil und immer im Bantamgewicht, der Gewichtsklasse bis 57 kg Körpergewicht.
Im Jahre 1983 kam er zu seinen ersten internationalen Einsätzen. Er wurde dabei in Slagharen/Niederlande Junioren-Europameister (Espoirs) vor Karsten Polky aus der DDR und Ahmet Ak aus der Türkei. Bei der im gleichen Jahr stattfindenden Junioren-Weltmeisterschaft (Espoirs) in Los Angeles belegte er hinter dem Tschechoslowaken Jozef Schwendtner und vor dem Südkoreaner Kim Yeun-mon, den 2. Platz.
Nach diesen Erfolgen im Juniorenbereich tat sich Rumen Pawlow schwer, auch bei den Senioren zu ähnlichen Erfolgen zu kommen. Das lag in erster Linie daran, dass seinerzeit in Bulgarien in jeder Gewichtsklasse und in jeder Stilart mehrere Weltklasseringer vorhanden waren. Aus diesem Grunde musste sich Rumen Pawlow seinen Platz in der bulgarischen Senioren-Mannschaft gegen seine Konkurrenten Stefan Iwanow, Georgi Kaltschew, Walentin Sawow, Alben Kumbarow und Emil Iwanow erst erkämpfen.
Zu seinem nächsten Einsatz bei einer internationalen Meisterschaft kam Rumen Pawlow deshalb erst im Jahre 1989. Dabei belegte er bei der Europameisterschaft in Ankara im Bantamgewicht den 4. Platz. Im Kampf um den 3. Platz unterlag er dabei gegen Jürgen Scheibe aus Deutschland mit 1:2 techn. Punkten. Im gleichen Jahr startete er auch noch bei der Weltmeisterschaft in Martigny/Schweiz und gewann dort hinter Kim Jong-sik, Südkorea und Askari Mohammadian aus dem Iran mit die Bronzemedaille. 
Das Jahr 1990 wurde zum erfolgreichsten Jahr in der Laufbahn von Rumen Pawlow. Er wurde in Posen mit einem Sieg im Finale über Laszlo Miklosch aus Deutschland (6:4 techn. Punkte) Europameister im Bantamgewicht. Bei der Weltmeisterschaft dieses Jahres in Rom kämpfte er sich bis in das Finale vor, in dem er aber dem Kubaner Alejandro Puerto nach Punkten unterlag. 
1991 startete er nur bei der Weltmeisterschaft, die in Warna stattfand. Ausgerechnet vor seinem bulgarischen Publikum schied Rumen Pawlow bei dieser Weltmeisterschaft aber mit zwei Niederlagen schon nach der zweiten Runde aus und belegte nur den 15. Platz. Trotz dieses Missgeschicks wurde er auch 1992 bei den internationalen Meisterschaften eingesetzt, was in Bulgarien damals eine Seltenheit war. Er rechtfertigte aber diesen Einsatz zumindest bei der Europameisterschaft in Kaposvár, wo er hinter Bagautdin Umachanow aus Russland und vor Remzi Musaoğlu aus der Türkei den 2. Platz belegte. Bei den Olympischen Spielen 1992 in Barcelona erreichte er in seinem Pool den 3. Platz und kämpfte deshalb gegen den US-Amerikaner Kendall Cross um den 5. Platz der Gesamtwertung. Er gewann diesen Kampf und belegte damit diesen 5. Platz. 
Die Teilnahme an den Olympischen Spielen war der letzte Start von Rumen Pawlow bei einer internationalen Meisterschaft.

## Internationale Erfolge
(OS = Olympische Spiele, WM = Weltmeisterschaft, EM = Europameisterschaft, F = freier Stil, Ba = Bantamgewicht, damals bis 57 kg Körpergewicht)
- 1983, 3. Platz, Balkan-Spiele der Junioren (Espoirs), F, Ba, hinter Salman Kangüsuz, Türkei u. György Kerekes, Ungarn;

- 1983, 1. Platz, Junioren-EM in Slagharen/Niederlande, F, Ba, vor Karsten Polky, DDR, Ahmet Ak, Türkei, Kiss, Ungarn u. Efendiew, UdSSR;

- 1983, 2. Platz, Junioren-WM in Los Angeles, F, Ba, hinter Jozef Schwendtner, CSSR u. vor Kim Yeun-mon, Südkorea, K. Murioka, Japan u. W. Siwkow, UdSSR;

- 1989, 4. Platz, EM in Ankara, F, Ba, hinter Ahmet Ak, Kamaludin Abduldaikow, UdSSR u. Jürgen Scheibe, BRD, vor Ana Radu, Rumänien u. Zoltan Sorov, Jugoslawien;

- 1989, 3. Platz, WM in Martigny/Schweiz, F, Ba, hinter Kim Jong-sik, Südkorea u. Askari Mohammadian, Iran, vor Ryo Kanehama, Japan u. Ahmet Ak;

- 1990, 1. Platz, EM in Posen, F, Ba, vor Laszlo Miklosch, BRD, Alisultan Alisultanow, UdSSR, Dariusz Grzywinski, Polen u. Ahmet Ak;

- 1990, 2. Platz, WM in Rom, F, Ba, hinter Alejandro Puerto Diaz, Kuba und vor Sergei Smal, Belarus und Ahmet Ak;

- 1991, 15. Platz, WM in Warna, F, Ba, Sieger: Sergei Smal vor Brad Penrith, USA u. Oveis Mallahi, Iran;

- 1992, 2. Platz, EM in Kaposvár, F, Ba, hinter Bagautdin Umachanow, Russland u. vor Remzi Musaoğlu, Zoran Sorov u. Jürgen Scheibe;

- 1992, 5. Platz, OS in Barcelona, F, Ba, hinter Alejandro Puerto Diaz, Sergei Smal, Kim Jong-sik u. Remzi Musuoglu u. vor Kendall Cross, USA